# Política do Panamá

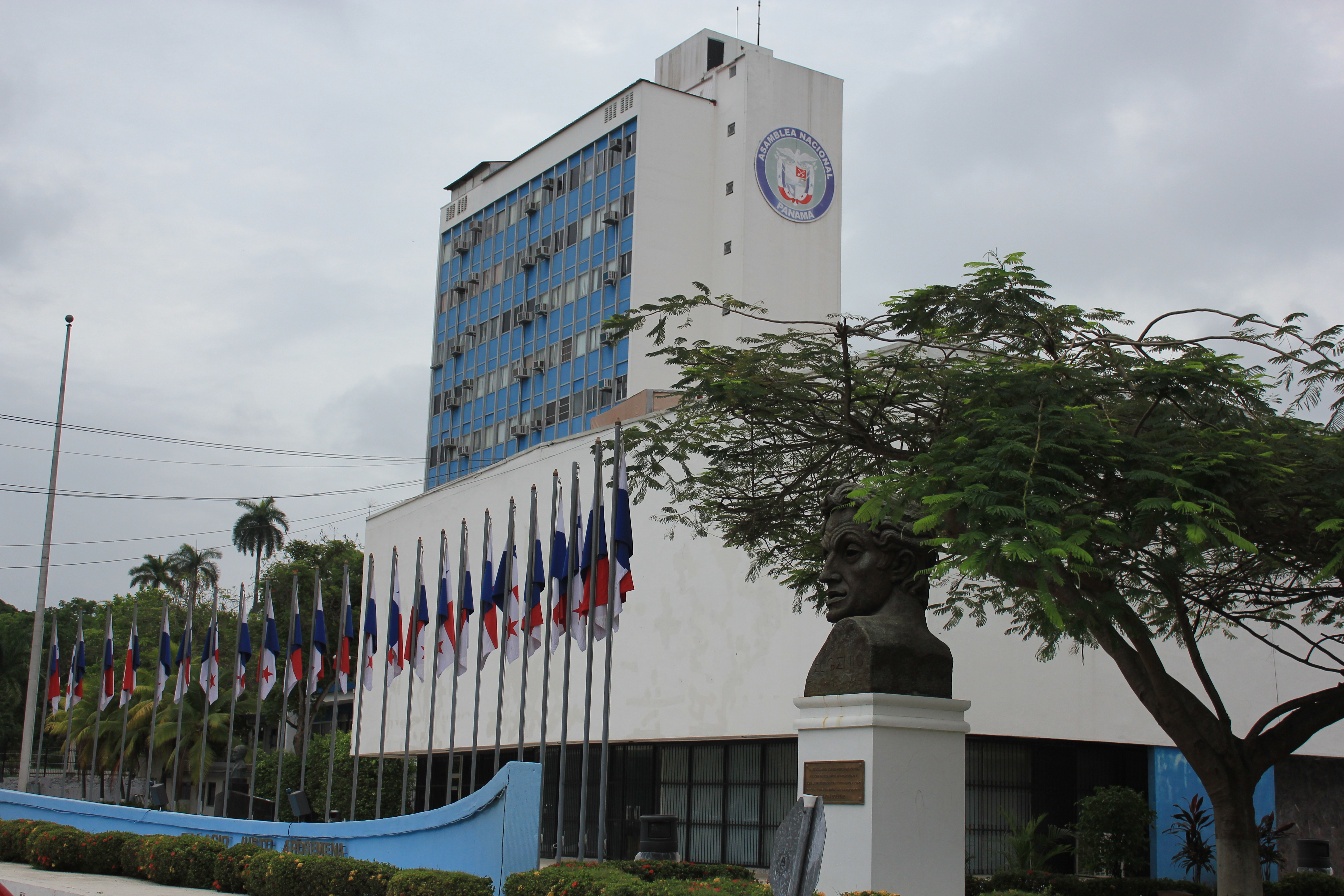
Assembleia Legislativa do Panamá, sede do poder legislativo.

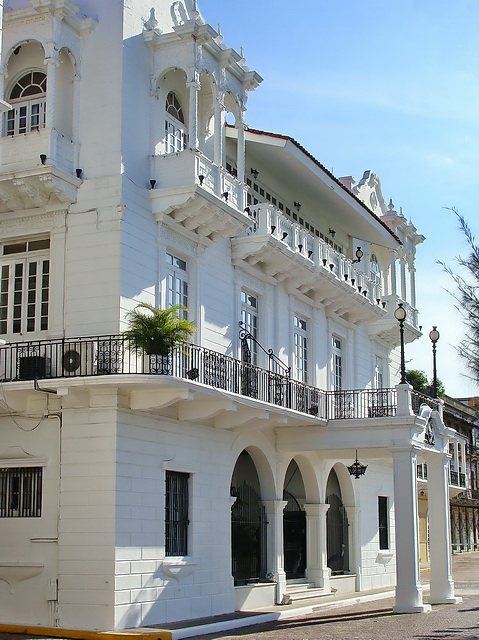
Palácio das Garças, sede do poder executivo.

O Panamá é uma república com três ramos de governo: os ramos executivo e legislativo são eleitos por voto directo para mandatos de 5 anos, e o judiciário é nomeado de forma independente.
O poder executivo é dirigido por um presidente e dois vice-presidentes. O poder legislativo é exercido por uma Assembleia Legislativa unicameral de 72 membros. O poder judicial é dominado por um Supremo Tribunal de nove membros e inclui todos os tribunais e juízos municipais. Um Tribunal Eleitoral autónomo supervisiona o registo dos eleitores, o processo eleitoral e as actividades dos partidos políticos. O voto é obrigatório para todos os cidadãos com mais de 18 anos, se bem que os que não cumpram a obrigação não sejam tramados.
O atual presidente é José Raúl Mulino, do Realizando Metas, eleito dia 5 de maio de 2024. Assumiu em 1 de julho de 2024.